# Bab-i Seraskeri
Bab-i Seraskeri fou el nom del Ministeri de la Guerra a l'Imperi Otomà a partir del segle xix quan els geníssers foren substituïts i es va crear un nou càrrec, el de serasker, antic títol dels caps militars i que ara es donava al que acumulava les funcions de comandant en cap de l'exèrcit i de ministre de guerra.
La policia va dependre del serasker fins al 1845. El serasker es va instal·lar provisionalment al Eski Saray (vell palau) i un nou edifici es va construir el 1865. L'edifici (Bab-i Seraskeri) fou la seu del Ministeri fins que el 1922 la capital va passar oficialment a Ankara i llavors va passar a ser la Universitat d'Istanbul.